# امولی
امولی (به انگلیسی: Amouli) یک منطقهٔ مسکونی در ایالات متحده آمریکا است که در ساموآی آمریکا واقع شده‌است.

## خصوصیات
امولی ۱٫۶۴ کیلومترمربع مساحت و ۵۳۶ نفر جمعیت دارد.